# Bonå
Bonå est une localité du comté de Nordland, en Norvège.

## Géographie
Administrativement, Bonå fait partie de la kommune de Sørfold.